# Jérica (kommunhuvudort)
Jérica är en kommunhuvudort i Spanien.   Den ligger i provinsen Província de Castelló och regionen Valencia, i den östra delen av landet, 270 km öster om huvudstaden Madrid. Jérica ligger 528 meter över havet och antalet invånare är 1 542.
Terrängen runt Jérica är kuperad. Runt Jérica är det ganska glesbefolkat, med 23 invånare per kvadratkilometer. Närmaste större samhälle är Segorbe, 10,3 km sydost om Jérica. 